# José Luis Veloso
José Luis Fidalgo Veloso (Santiago di Compostela, 23 marzo 1937 – 13 novembre 2019) è stato un calciatore spagnolo, di ruolo attaccante.

## Carriera

### Club
Vanta 84 incontri e 33 gol nella Primera División (Spagna), 5 presenze e 3 reti in Coppa Campioni. Durante la sua carriera ha giocato tra la prima e la terza categoria spagnola, vestendo anche i colori del Real Madrid. Ha vinto due campionati di seconda divisione, tre tornei di prima divisione, una Coppa Campioni ed è stato il miglior marcatore dell'edizione 1961 del secondo livello del calcio spagnolo, con 26 realizzazioni in 24 sfide di campionato.

## Palmarès

### Club

#### Competizioni nazionali
- Segunda División (Spagna): 2

Deportivo: 1961-1962, 1963-1964
- Campionato spagnolo: 3

Real Madrid: 1966-1967, 1967-1968, 1968-1969

#### Competizion internazionali
- Coppa dei Campioni: 1

Real Madrid: 1965-1966

### Individuale
- Capocannoniere della Segunda División: 1

1960-1961 (26 gol)